# Trad (escalade)
Pour les articles homonymes, voir trad.

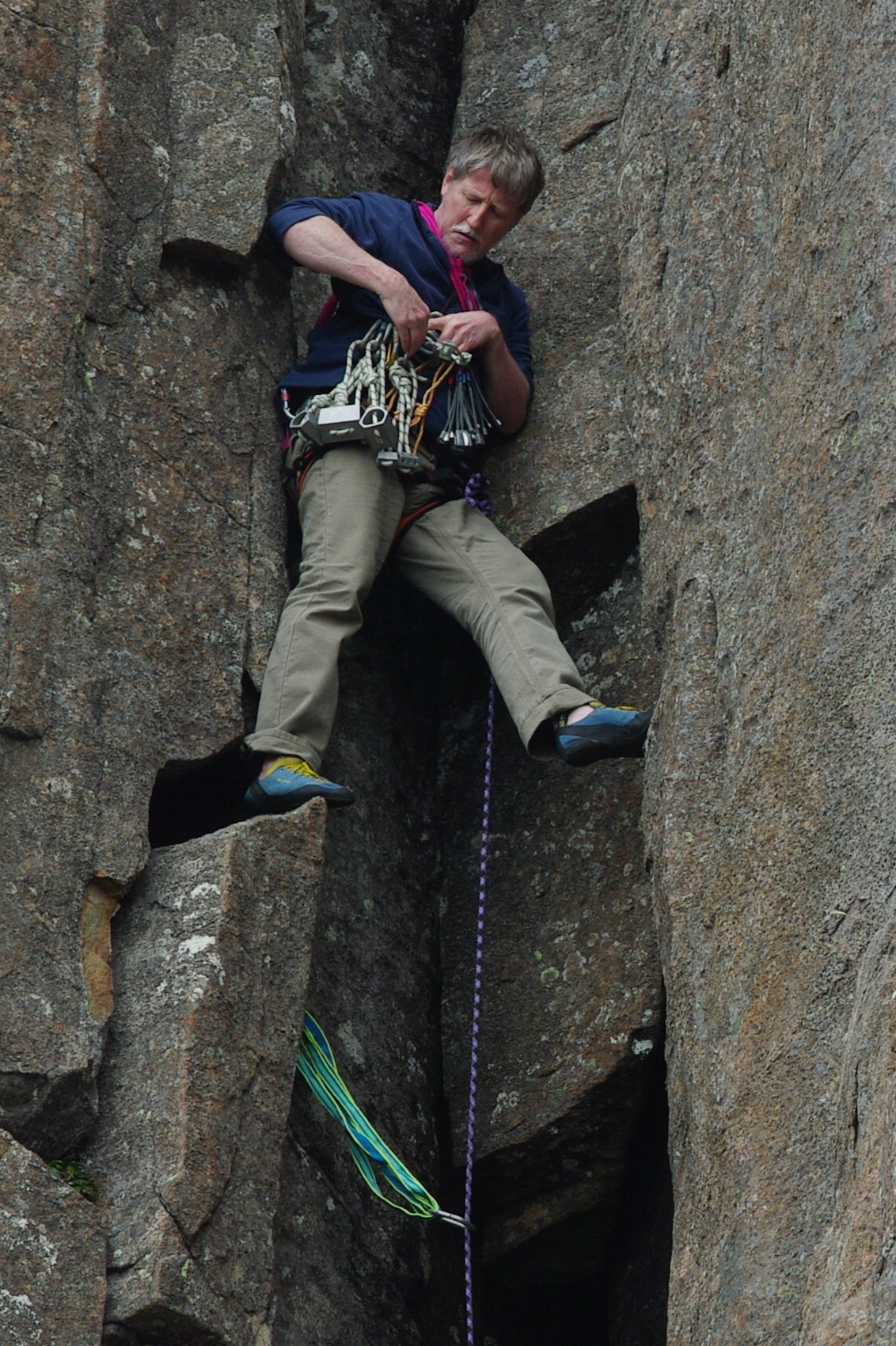
Grimpeur en tête sélectionnant un coinceur à placer dans une fissure.

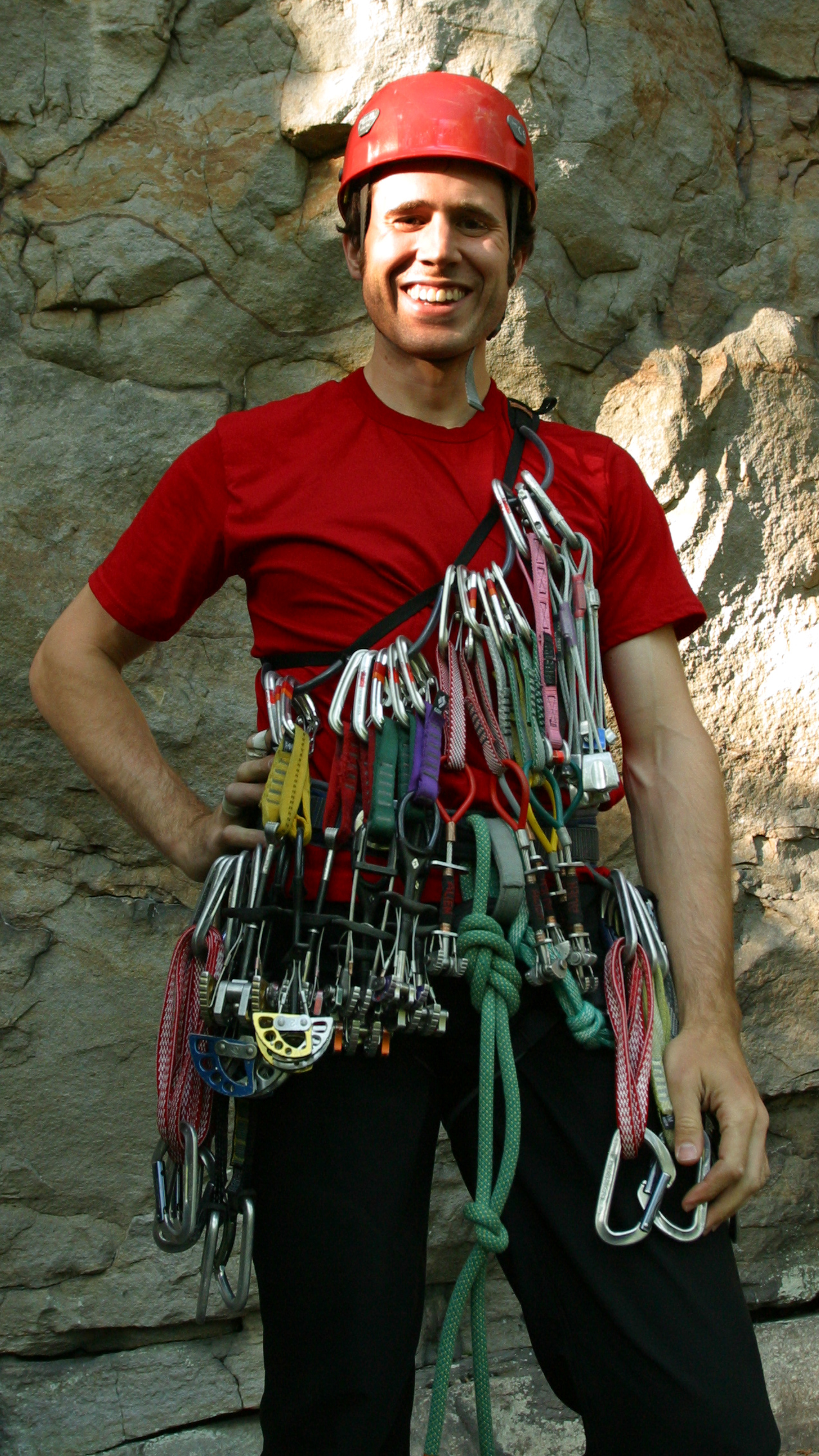
Un grimpeur équipé pour le trad : coinceurs et friends.

Le trad ou l’escalade « traditionnelle » (de l'anglais trad[itional] climbing) est un style d'escalade pratiqué en falaise associant l'escalade libre et l'usage exclusif de protections amovibles (escalade propre).

## Terminologie
L'expression trad climbing s'est développée en opposition à l'escalade sportive (sport climbing), apparue dans les années 1970. Elle désignait initialement l'escalade telle qu'elle avait été pratiquée jusqu'alors, le grimpeur partant du bas et plaçant ses protections au fur et à mesure, alors que dans l'escalade sportive le grimpeur peut travailler la voie en moulinette, avant de l'enchaîner. Le sens a évolué, et désigne aujourd'hui toute escalade faite uniquement sur protection amovibles (coinceurs, friends, etc.), à l'exclusion des ancrages fixes (pitons classiques, pitons à expansion, broches scellées, etc.). Plus spécifiquement le headpointing désigne une escalade faite en tête sur coinceurs, mais après avoir été travaillée en moulinette.
Si le trad correspond au style d'escalade le plus populaire en Grande-Bretagne, où les pitons sont rarement utilisés en falaise, il ne correspond pas à la pratique populaire dans le sud de l'Europe (France et Italie notamment).

## Histoire
Le trad trouve ses origines dans le développement de l'usage des coinceurs et de l'escalade libre en Californie dans les années 1960 puis en Europe dans les années 1970. Mais si l'usage des coinceurs se développe en alpinisme sur les parois granitiques du massif du Mont-Blanc, il n'est pas adopté sur les falaises calcaires pour lesquels l'utilisation des coinceurs est moins facile.
C'est à la fin des années 1990 qu'on commence à s'intéresser en Europe continentale à l'escalade sur coinceurs en falaise. Cette pratique est alors critiquée comme trop dangereuse par les partisans de l'escalade sportive (rendue très sûre par l'usage des pitons à expansion) et dénigrée par les alpinistes qui considèrent que ce n'est qu'un nouveau nom donné au style d'escalade qu'ils pratiquent déjà en montagne. La pratique (dans sa version extrême, le headpointing) est notamment popularisée par le succès du film Hard Grit (en) (1998) qui montre l'escalade sur les falaises de meulière (gritstone) du nord de l'Angleterre. Le trad se développe alors lentement dans le sud de l'Europe et quelques réalisations sont remarquées comme celle de Beat Kammerlander (de) en 2009 lorsqu'il grimpe en trad la voie Prinzip Hoffnung (8b/8b+) dans le Vorarlberg,. En 2011, Arnaud Petit grimpe Black Bean, (8b) à Ceüse uniquement assuré sur coinceurs. En 2008 l'américaine Beth Rodden avait réussi Meltdown au Yosemite, (5.14b, 8c).
À partir de 2010, le trad se répand en Europe du Sud avec l'apparition de falaises destinées à la pratique du trad et avec l'organisation de manifestations internationales d'escalade trad qui se déroulent au Portugal, en Italie et en France.
Dans quelques sites d'Europe, l'usage de coinceurs métalliques (et de magnésie) est limité ou prohibé, en raison notamment d'une roche trop fragile, comme sur certaines falaises de grès en Allemagne (Elbsandsteingebirge) ou en République Tchèque : les grimpeurs réalisent alors des ancrages amovibles en coinçant les nœuds d'anneaux de cordelette.

## Le haut niveau en Trad
La plus haute cotation en trad jamais réalisée est moins élevée comparé aux performances en escalade sportive à cause de l'énergie dépensée à placer les protections et la gêne occasionnée par le matériel et son poids pendant l'ascension. Un exemple de figure célèbre du haut niveau en trad:
- En février 2023, James Pearson a grimpé ce que certains prétendent être la voie de trad "la plus dure du monde". Bon voyage, E12(9a) une voie de trad à Annot. Réticent en premier lieu de donner la cotation de la voie, il finira plus tard par la donner et verra ensuite plein de grimpeurs de trad venir essayer la voie comme Sebastien Berthe ou encore Jacopo Larcher.

## Sites d'escalade

### Royaume-Uni
- Peak District
- Snowdonia
- Pembroke

### États-Unis
- Shawangunks
- Joshua Tree [8]
- Yosemite